# 聯邦快遞80號班機空難
聯邦快遞80號班機（FDX80）是聯邦快遞所營運，由中國廣州白雲國際機場飛往日本成田國際機場的一個定期貨运航班，機身編號N526FE的MD-11F貨機於2009年3月23日在成田國際機場着陸時，因机组失误，於日本時間6時50分（世界協調時3月22日21時50分）三度重落地後，失控側翻至34L跑道旁草坪上爆炸，机上二人全部罹難，是成田國際機場啟用後首次全機坠毁並造成人員死亡的航空事故。

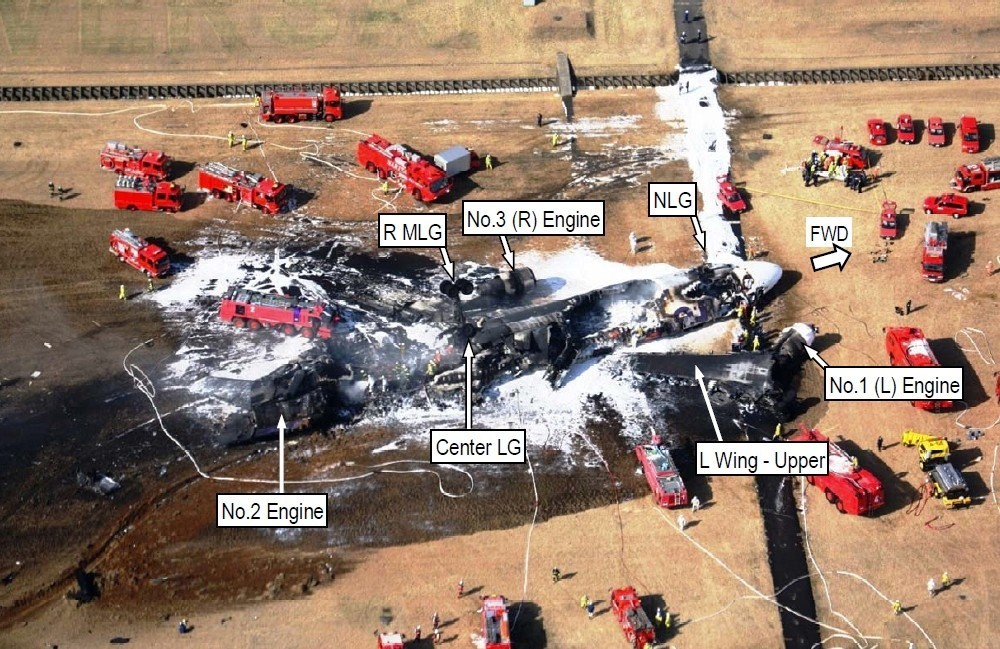
殘骸分布

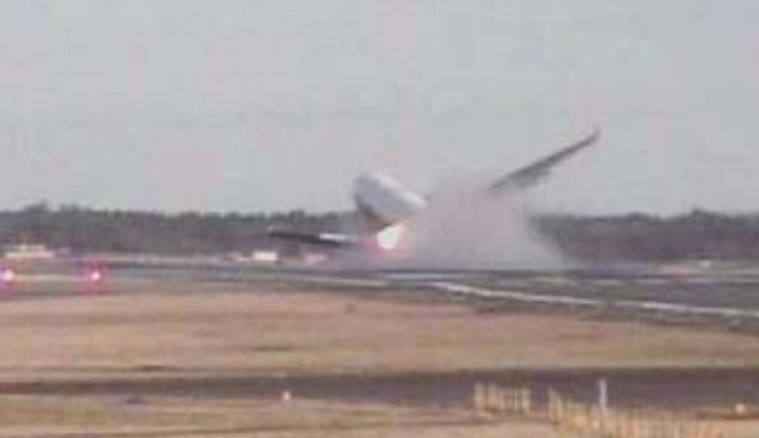
飛機失控並向左側翻轉的當下

## 事故经过

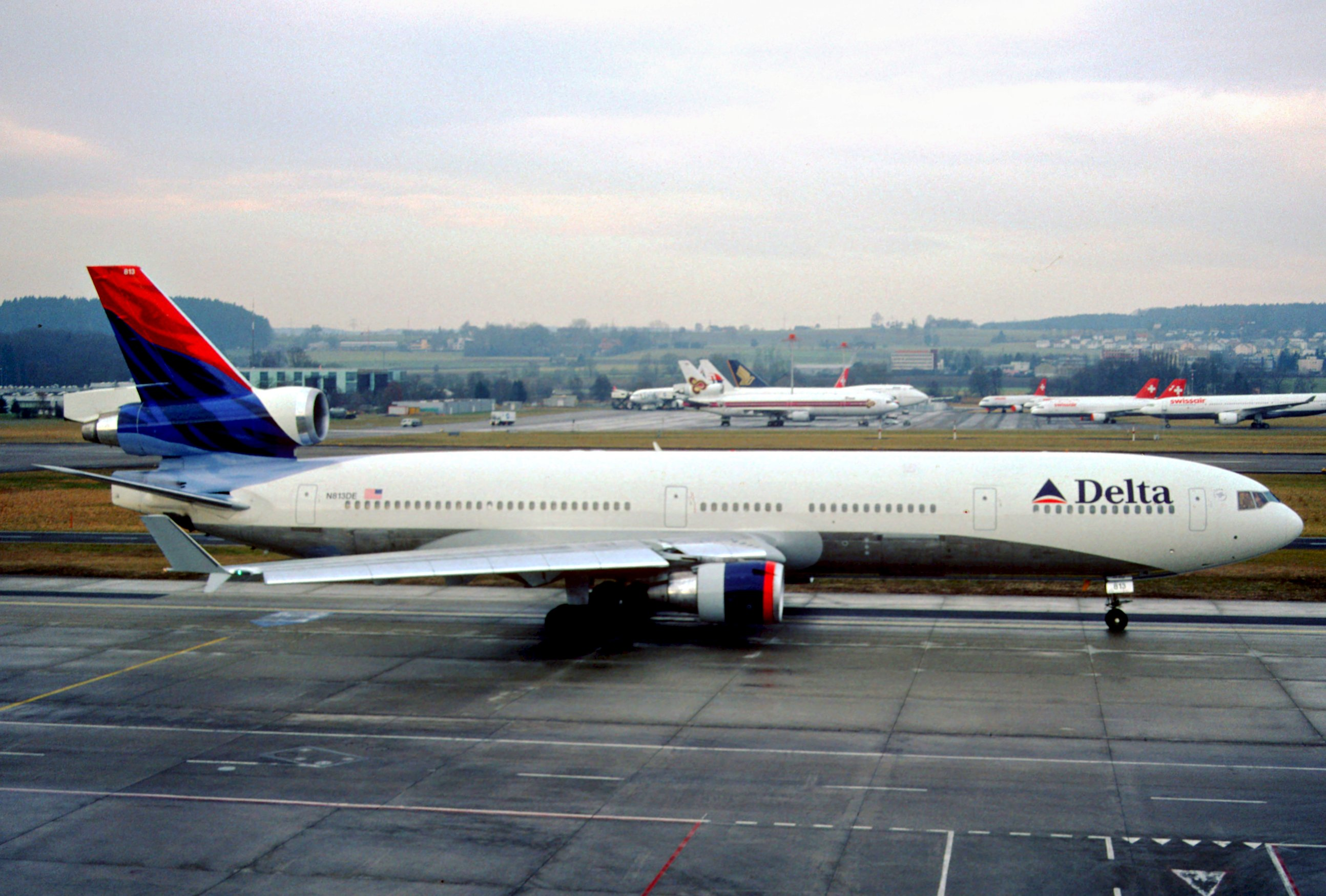
失事飛機此前為達美航空的一架MD-11客機

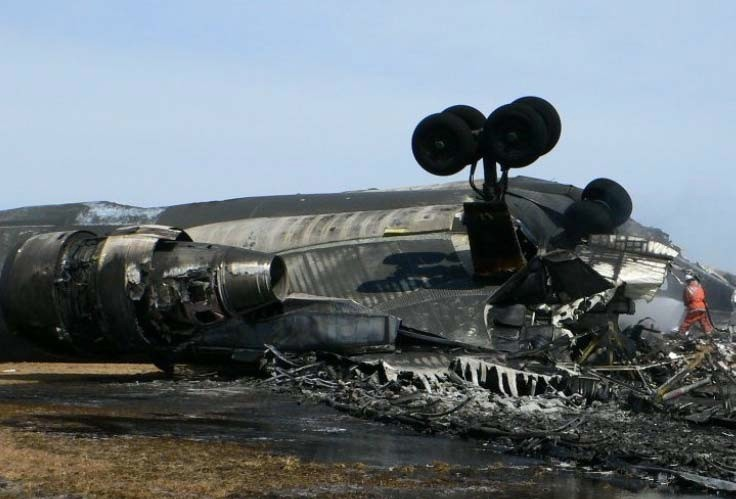
失事飛機殘骸

日本广播协会（NHK）电视台播放、由機場裝設之閉路電視所拍攝到的事故画面显示，失事飞机在着陆时兩次自跑道彈起後，機身向左倾斜，導致左翼首先撞地，随后翻转冲出跑道，随后因刮蹭引发的火花瞬间引燃了飞机油箱，飞机爆炸并迅速被大火吞噬。
据当地气象台观测，事故发生时，千葉縣一帶正在刮大风，最大瞬间风速为每秒20米。在事故班機之前降落飛機的機長亦報告降落時遇到風切變。成田机场方面称，飞机是在着陆时遭遇大风导致着陆姿势出现问题而坠毁的。
然而，这次事故的飞行责任指出了真正的坠机原因。当天FedEx 80号航班曾经收到来自于东京成田机场的气象学者的天气状况警告，并且被成田机场的航空交通管制部门警告过在600米（2,000尺）可能有风切变。但是80航班的全体机组人员（正副驾驶）却依然选择在高风速的风切变中降落，最终酿成灾难。虽然这次是一起由于天气状况引发的灾难，但是却是由于人为失当酿成的惨剧。如果驾驶员理会成田机场的ATC的警告等待天气好转或者转飞附近其他机场，这场灾难很可能就避免了。另一方面，降落時的操作不當也是導致事故的主要原因。在第一次觸地時，由於機組人員進行硬著陸，引致飛機彈跳，副機長隨即把機鼻降低，因而出現第二次觸地；在第三次觸地時，由於左邊主機輪負荷過重，導致左邊主翼折斷，繼而失控墜毀並爆炸。肇事的兩名飛行員均在聯邦快遞14號班機事故後曾接受過處理飛機著陸後彈跳的訓練，而美國聯邦航空局亦發現，飛行員難以得悉MD-11型飛機是否已穩定著陸，還是於著陸後彈跳，因此加裝了感應器。
在消防人员灭火的时候，当局关闭了机场的主跑道。
有关当局证实飞机的正、副驾驶员均已經死亡，两人都为美国籍。正駕駛凱文·莫斯雷（Kevin Mosley），54歲，總飛行時間超過12,800小時。副駕駛安東尼·史蒂芬-皮諾（Anthony Stephen-Pino），49歲，總飛行時間超過6,300小時，曾在美國空軍服役23年，參與過波斯灣戰爭。机上没有其他人员。

## 事件之後
受事故影響，墜毀航機使用的16R-34L跑道（A跑道）需要整日封閉，以便清理殘骸和修理該跑道。由於該跑道是成田機場內最長的跑道，因此關閉該跑道令許多航班受影響。其中無法使用較短的B跑道降落的大型飛機，部份需要轉降羽田機場、中部國際機場或關西國際機場，甚至美軍橫田空軍基地也需要開放給西北航空的貨機降落，其餘未起飛的航班則需要取消。有些亞洲出發的航班改以較小型的飛機飛往成田，而來自歐美的航機則有部分在中途站停留將近一天。而原本成田機場因噪音管制而有宵禁，為消化遭延誤的航班特別破例開放至3月24日的早上3時（UTC時間3月23日18時）。A跑道在清理殘骸和修理跑道的工作於24日上午9時10分（世界標準時間3月24日0時10分）完成後重開，其後航班才陸續恢復正常。
此次事故與聯邦快遞14號班機一同拍攝為《空中浩劫》第十四季第五集「Death At Narita」（中文譯名「弒命必達」）。

## 外部連結
- 運輸安全委員會
  - （英文） 最後调查报告( （页面存档备份，存于）)
  - （日語） 最後调查报告 (Archive)
  - （英文） 臨時调查报告( （页面存档备份，存于）)
  - （日語） 臨時调查报告( （页面存档备份，存于）)
- （日語）NHK[永久] 相關報導
- （英文）NHK:2 die after FedEx plane crashes at Narita 飛機墜毀時影片
- （英文）Updated FedEx Statement: Narita Incident （页面存档备份，存于） 聯邦快遞對於此事件的新聞稿
- （英文）失事的聯邦快遞80號班機資料圖片[永久]
- （中文）视频：专家称风切变导致联邦快递货机东京坠毁 （页面存档备份，存于）